# Aa microtidis
Aa microtidis, vrsta orhideje u rodu Aa. Bolivijski je endem koji raste na visinama od 3 300 do 3 800 metara